# راجر ون هامبورگ
راجر ون هامبورگ (به انگلیسی: Roger van Hamburg) (زادهٔ ۵ آوریل ۱۹۵۴) شناگر اهل ونزوئلا است.